# إنديان هاربر بيتش
إنديان هاربر بيتش (بالإنجليزية: Indian Harbor Beach)‏ هي مدينة أمريكية تقع في ولاية فلوريدا. تبلغ مساحة هذه المدينة 6.8 (كم²)،ويبلغ عدد سكانها 8225 نسمة حسب إحصاء سنة 2010 م 8225.تشير إحصاءات سنة 2000م بأن الكثافة السكانية في هذه المدينة تقدر بـ(auto) نسمة/كم2 